# Templo del Gran Sacerdote
El Templo del Gran Sacerdote, o el Templo III, es un templo funerario-ceremonial, que fue construido en el año 810 d. C., por la civilización maya, siendo una edificación que forma parte de la ciudad más grande del período maya clásico tardío, Tikal. Situada actualmente en el Petén al norte de Guatemala. Su construcción estuvo supervisado por el  rey Nu Bak Chak II, conocido como “Sol Oscuro”. Este rey también obtuvo el título de Gran Sacerdote Jaguar, y por eso existe un grabado de él vestido con las pieles de un jaguar siendo servido por dos personas.Este templo se identifica con facilidad por su pronunciada crestería que sobresale sobre las demás edificaciones de la ciudad.

## Historia

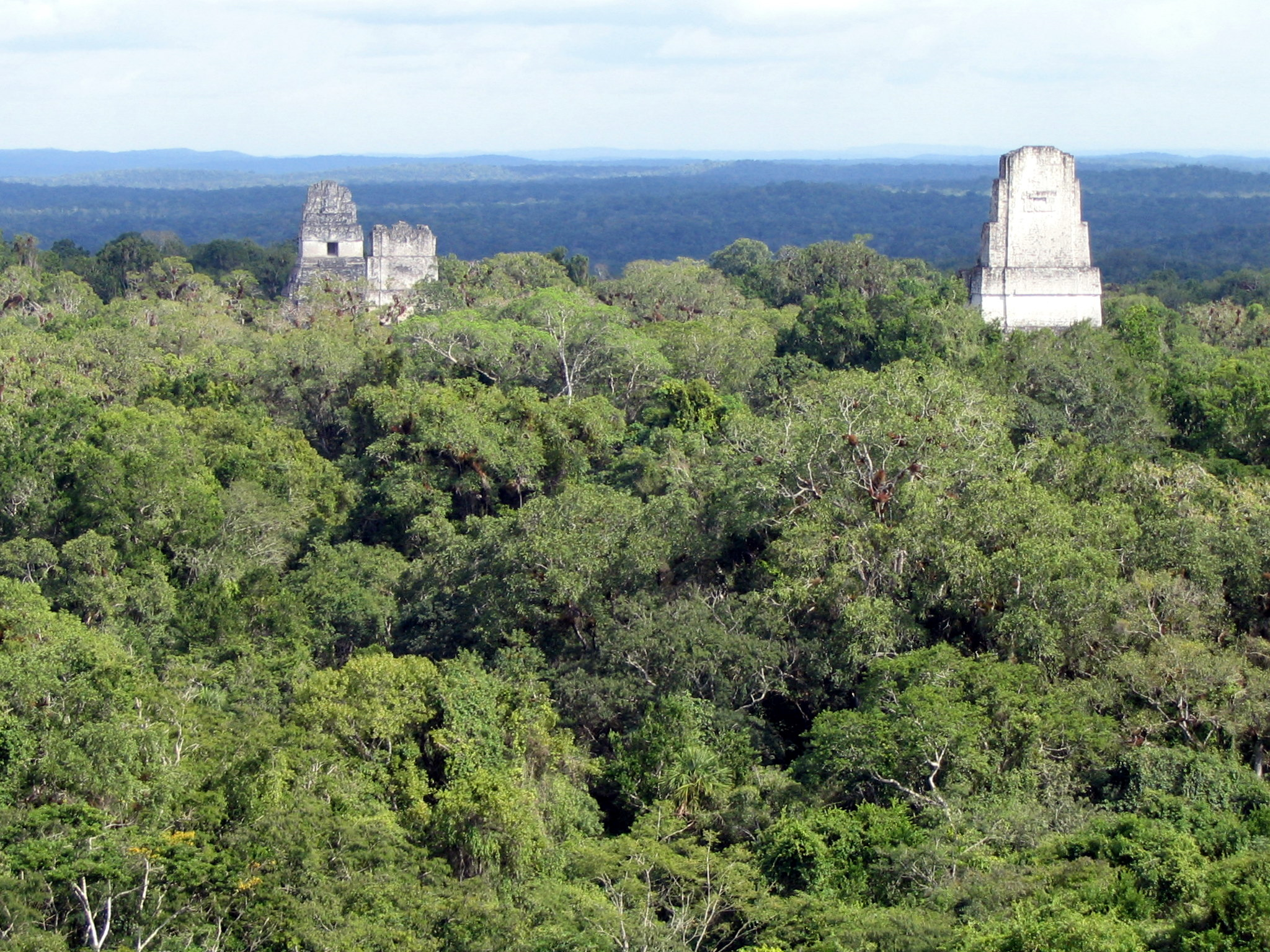
Vista del Templo del Gran Sacerdote, (en la imagen el de más a la derecha), desde el Templo IV o Templo de la Serpiente Bicéfala en el complejo arqueológico de Tikal, Guatemala.

El templo fue construido bajo el mandato del rey maya Chi'taam, vigésimo noveno líder de la Dinastía de Tikal, y se cree que allí fue enterrado el monarca, aunque todavía no se han encontrado sus restos. 
Se trata de la última gran construcción de Tikal. 

## Arquitectura
- Ubicación: Situado al oeste del Templo de las Máscaras.
- Altura: 55 metros
- Forma: piramidal, con 9 terrazas.
- Una única puerta de entrada, adornada con el dintel número uno.
- Dos estancias o cámaras, en una de ellas se situaba el dintel número dos.
- En la decoración exterior destacan la crestería y un dintel original en el cual se grabó a un personaje vestido con una piel de jaguar, portando un mensaje en la espalda y apreciándose en la frente un símbolo de un demonio.

## Conservación
En su mayor parte está cubierto por la vegetación selvática, aunque se han ido desarrollando proyectos de restauración, entre ellos los efectuados en 1968 y 1969 por parte del Museo de la Universidad de Pensilvania, pero pese a ello aún no ha sido reconstruido en su totalidad.